# Ai Mori
Ai Mori, född 17 september 2003 i, är en japansk professionell sportklättrare.

## Karriär
Mori tog brons i lead vid världsmästerskapen 2019. Vid VM 2023 tog hon guld i lead och brons i kombination. Hon är kvalificerad att delta i OS 2024.